# Parapolyacanthia
Parapolyacanthia är ett släkte av skalbaggar. Parapolyacanthia ingår i familjen långhorningar.
Kladogram enligt Catalogue of Life:
| Parapolyacanthia | \| \| Parapolyacanthia assimilis \| \| \| \| \| \| Parapolyacanthia trifolium \| \| \| \| |
|                  | \| \| Parapolyacanthia assimilis \| \| \| \| \| \| Parapolyacanthia trifolium \| \| \| \| |
|                  | Parapolyacanthia assimilis                                                                |
|                  |                                                                                           |
|                  | Parapolyacanthia trifolium                                                                |
|                  |                                                                                           |